# Grandvillard
Grandvillard är en ort och kommun i distriktet Gruyère i kantonen Fribourg, Schweiz. Kommunen hade 858 invånare (2023).